# Budeč (Vysočina)
Budeč (in tedesco Butsch) è un comune ceco situato nel distretto di Žďár nad Sázavou, nella regione di Vysočina.